# Calyptomyrmex barak
Calyptomyrmex barak (лат.) — вид мелких муравьёв рода Calyptomyrmex из подсемейства Myrmicinae (Formicidae). Африка (Габон, Гана, Нигерия, Берег Слоновой Кости, Уганда).

## Описание
Мелкие муравьи, длина тела около 4 мм. Длина головы (HL) от 0,98 до 1,06 мм, ширина  (HW) от 1,00 до 1,08 мм. От других африканских видов рода отличается отсутствием чешуевидных волосков. Длина скапуса усика (SL) от 0,60 до 0,62 мм. Основная окраска тела красновато-коричневого цвета (усики и ноги светлее). Голова и тело покрыты тонкими волосками. Проподеум угловатый с зубцами. Глаза мелкие: в наибольшем диаметре 5-6 омматидиев (всего около 15). На голове развиты глубокие усиковые бороздки, полностью вмещающие антенны. Усики самок и рабочих 12-члениковые с булавой из 3 вершинных члеников (у самцов усики 12-члениковые, но без булавы). Максиллярные щупики 2-члениковые, нижнечелюстные щупики из 2 члеников. Наличник широкий с двулопастным выступом (клипеальная вилка). Стебелёк между грудкой и брюшком состоит из двух члеников: петиолюса и постпетиолюса (последний четко отделен от брюшка), жало развито, куколки голые (без кокона). Петиоль, постпетиоль и брюшко пунктированные. Гнёзда обнаружены в мёртвой древесине. Вид был впервые описан в 1981 году английским мирмекологом Барри Болтоном (B.Bolton, British Museum (Natural History), Лондон, Великобритания).